# Julius Louven
Julius Louven (* 18. Februar 1933 in St. Hubert) ist ein deutscher Politiker (CDU) und ehemaliger Landtags- und Bundestagsabgeordneter.

## Werdegang
Louven machte nach dem Besuch der Volksschule von 1947 bis 1950 eine Bäckerlehre in Hüls, anschließend von 1950 bis 1952 eine Konditorlehre. Im Jahr 1955 bestand er die Bäckermeisterprüfung, zwei Jahre später die Prüfung zum Konditormeister.
Im Jahr 1958 trat Louven der CDU bei. Von 1962 bis 1970 war er Vorsitzender seines Gemeindeverbandes. Zwischen 1962 und 1969 gehörte er dem Gemeinderat von St. Hubert an. Von 1964 bis 1994 war er Kreistagsabgeordneter, zunächst des Kreises Kempen-Krefeld und ab 1970 des neugegründeten Kreises Viersen. Nach der kommunalen Neugliederung im Jahr 1970, bei der St. Hubert ein Teil der Stadt Kempen wurde, wurde Julius Louven zum Stadtverbandsvorsitzenden der CDU gewählt, was er bis 1981 blieb. Von 1981 bis 1991 war Louven Kreisvorsitzender der CDU im Kreis Viersen. Bei der Landtagswahl in Nordrhein-Westfalen am 4. Mai 1975 wurde er im Wahlkreis 36 Kempen II mit fast 54 Prozent der Stimmen direkt in den nordrhein-westfälischen Landtag gewählt.
Bei der Bundestagswahl 1980 wurde Louven als Nachfolger von Hugo Hammans mit 49,4 Prozent der Stimmen erstmals im Bundestagswahlkreis Viersen in den Deutschen Bundestag gewählt, dem er bis 2002 angehörte. Bei den folgenden Bundestagswahlen in den Jahren 1983 (56,6 %), 1987 (51,2 %), 1990 (49,6 %), 1994 (49,6 %) und 1998 (44,6 %) konnte er diesen Erfolg jeweils wiederholen. Von 1991 bis 1998 war Julius Louven sozialpolitischer Sprecher der CDU/CSU-Bundestagsfraktion.

## Auszeichnungen
Für seine Verdienste wurde Julius Louven mit der Ehrenplakette des Kreises Viersen und dem Bundesverdienstkreuz 1. Klasse ausgezeichnet.

## Familie
Julius Louven ist verheiratet, hat drei Söhne und sieben Enkel. Er lebt mit seiner Frau in seiner Heimatgemeinde St. Hubert.
Louvens Vater Alfons war für das Zentrum Bürgermeister der Gemeinde St. Hubert.